# La Popolarissima 2023
La Popolarissima 2023, centoseiesima edizione della corsa, valida come prova dell'UCI Europe Tour 2023 classe 1.2, si svolse il 19 marzo 2023 su un percorso di 174,7 km, con partenza e arrivo a Treviso, in Italia. La vittoria fu appannaggio dell'italiano Davide Persico, il quale completò il percorso in 3h50'47", alla media di 45,419 km/h, precedendo i connazionali Francesco Dalla Lunga e Giosuè Epis.
Sul traguardo di Treviso 137 ciclisti, su 145 partenti, hanno portato a termine la competizione.

## Squadre partecipanti
| N.     | Cod. | Squadra                              |
| ------ | ---- | ------------------------------------ |
| 1-7    |      | U.C. Trevigiani-Energiapura Marchiol |
| 10-18  | ZEF  | Zalf Euromobil Désirée Fior          |
| 19-26  |      | Hopplà-Petroli Firenze-Don Camillo   |
| 29-35  |      | Named-Uptivo                         |
| 39-43  |      | A.R Monex Pro Cycling Team           |
| 44-50  | GEF  | General Store-Essegibi-F.lli Curia   |
| 53-59  |      | So.L.Me-Olmo                         |
| 63-68  | UNI  | Universe Cycling Team                |
| 70-74  | TER  | Team Technipes inEmiliaRomagna       |
| 77-83  | SIS  | Sias Rime                            |
| 86-92  |      | XPC Beltrami TSA Cooperatori         |
| 96-102 |      | ARBÖ headstart ON-Fahrrad            |

| N.      | Cod. | Squadra                    |
| ------- | ---- | -------------------------- |
| 103-109 | CPK  | Team Colpack Ballan        |
| 112-120 |      | Campana Imballaggi-Geo&Tex |
| 122-126 |      | Bialini Gomola CCN         |
| 127-133 |      | Trentino Cycling Team U23  |
| 137-144 |      | Arvedi Cycling             |
| 145-149 |      | Zappi Racing Team          |
| 151-156 |      | Cycling Team Valcavasia    |
| 157-162 | SRT  | Scorpions Racing Team      |
| 164-170 |      | SC Valle Seriana-Cene      |
| 174-179 |      | Team Gaiaplast Bibanese    |
| 180-186 |      | Ukraine Cycling Academy    |

## Ordine d'arrivo (Top 10)
| Pos. | Corridore             | Squadra    | Tempo    |
| ---- | --------------------- | ---------- | -------- |
| 1    | Davide Persico        | Colpack    | 3h50'47" |
| 2    | Francesco Della Lunga | Colpack    | s.t.     |
| 3    | Giosuè Epis           | Zalf       | s.t.     |
| 4    | Cristian Rocchetta    | Trevigiani | s.t.     |
| 5    | Francesco Lamon       | Arvedi     | s.t.     |
| 6    | Nicolas David Gómez   | Hopplà     | s.t.     |
| 7    | Michael Minali        | Campana    | s.t.     |
| 8    | Nicolò De Lisi        | Hopplà     | s.t.     |
| 9    | Alessio Menghini      | So.L.Me    | s.t.     |
| 10   | Lorenzo Anniballi     | Sias       | s.t.     |